# L.A. Story - Paura a Los Angeles
L.A. Story - Paura a Los Angeles (The Apartment Complex) è un film per la televisione del 1999 diretto da Tobe Hooper.

## Trama
Stan diventa il manager di un complesso di appartamenti con strani inquilini, dopo che il precedente manager è scomparso in circostanze misteriose. Le cose precipitano quando scopre un cadavere nella piscina del complesso e viene accusato di omicidio. Altri eventi bizzarri si susseguono fino a quando lui stesso si trova in pericolo di vita (e di sanità mentale) e gli inquilini potrebbero essere la sua unica speranza di salvezza.

## Distribuzione
In Italia il film fu distribuito direttamente in VHS su etichetta Paramount.